# 3475 Fichte
3475 Fichte è un asteroide della fascia principale del diametro medio di circa 30,71 km. Scoperto nel 1972, presenta un'orbita caratterizzata da un semiasse maggiore pari a 3,1730343 UA e da un'eccentricità di 0,1290281, inclinata di 15,01205° rispetto all'eclittica.